# Susanna (staty)

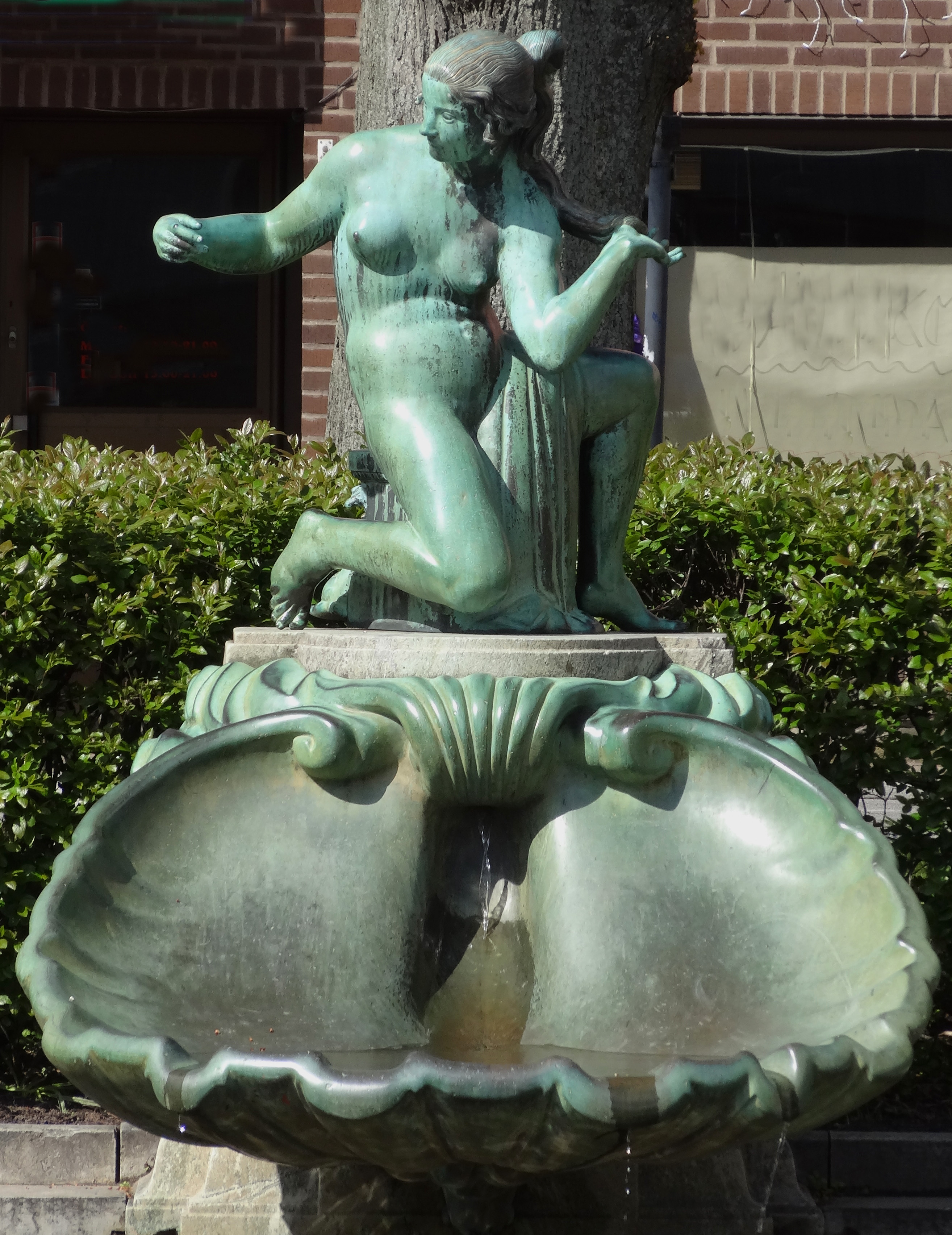
Susanna av Carl Milles.

Susanna eller Flicka med snäcka är en skulptur i brons, utförd av Carl Milles, som avtäcktes 1915. Konstverket var först placerat på gården till fastigheten Viktor Rydbergsgatan 15 i Johanneberg, Göteborg, efter att ha skänks till staden av en privatperson. Charles Felix Lindbergs donationsfond köpte in skulpturen 1945 och den ställdes upp på Guldhedstorget, men 1948 flyttades den igen och denna gång till sin nuvarande plats på Kvilletorget i Brämaregården.
Den Susanna som avbildats är Bibelns Susanna i badet.

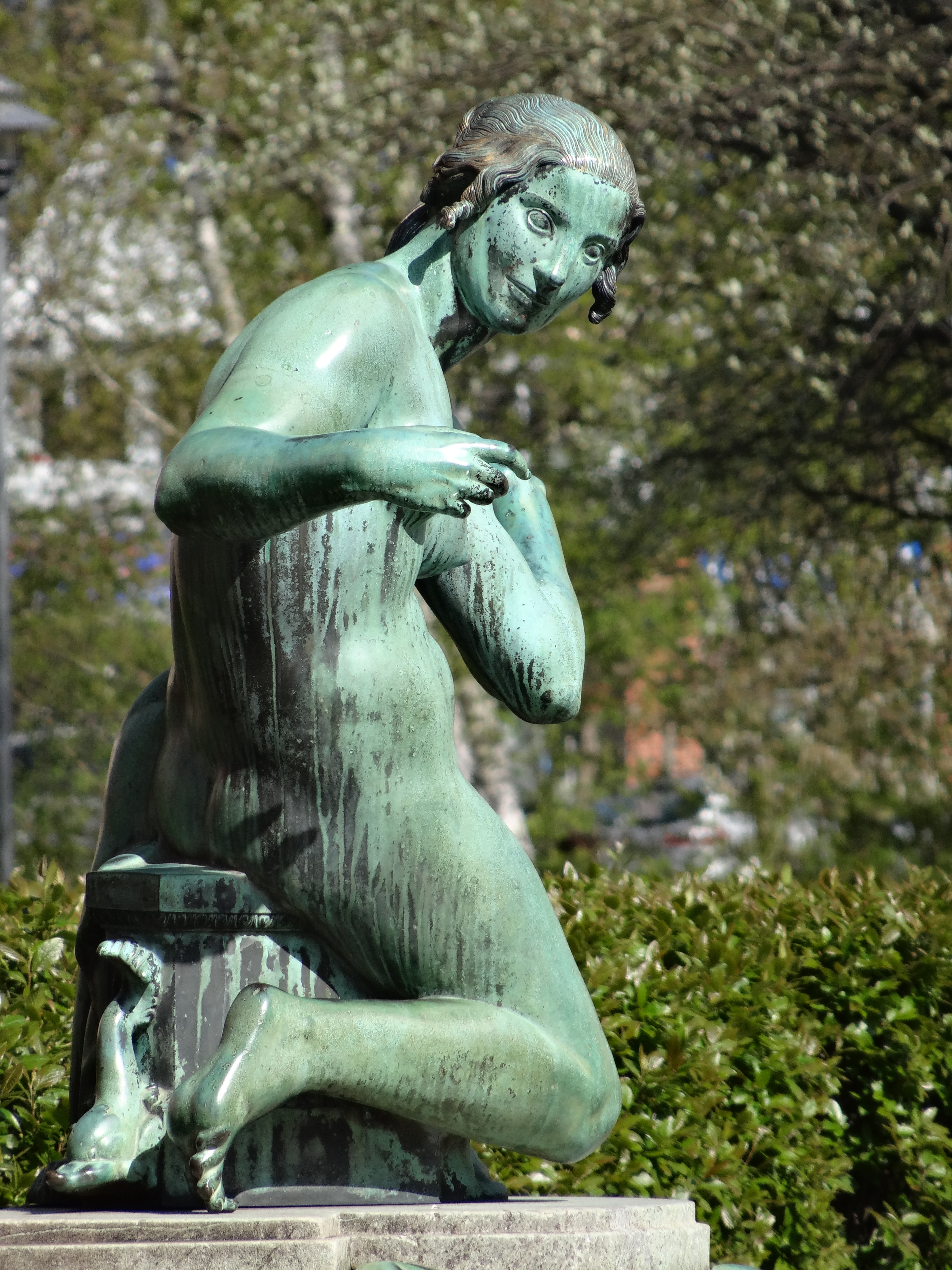